# Крашенинников, Иван Федотович
Ива́н Федо́тович Крашени́нников (1909—1976) — красноармеец Рабоче-крестьянской Красной Армии, участник Великой Отечественной войны, Герой Советского Союза (1944).

## Биография
Родился 22 января 1909 года в селе Пашкино (ныне — Северный район Оренбургской области).
После окончания сельской школы и училища механизации работал в Ташкенте сначала токарем, а затем слесарем.
В 1942 году был призван на службу в Рабоче-крестьянскую Красную Армию. С того же года — на фронтах Великой Отечественной войны. В боях три раза был ранен. К сентябрю 1943 года красноармеец Иван Крашенинников был стрелком 1-го стрелкового батальона 667-го стрелкового полка 218-й стрелковой дивизии 47-й армии Воронежского фронта. Отличился во время битвы за Днепр.
24 сентября 1943 года переправился через Днепр в районе города Канева Черкасской области Украинской ССР и обеспечивал бесперебойную связь между подразделениями и командованием полка. 25 сентября он был направлен из штаба полка в роту с боевым распоряжением. По пути был схвачен тремя немецкими солдатами, но успел спрятать распоряжение в рот. Выхватив у одного из солдат автомат, убил всех троих и успешно доставил распоряжение в роту.
Указом Президиума Верховного Совета СССР от 3 июня 1944 года за «образцовое выполнение боевых заданий командования на фронте борьбы с немецкими захватчиками и проявленные при этом мужество и героизм» красноармеец Иван Крашенинников был удостоен высокого звания Героя Советского Союза с вручением ордена Ленина и медали «Золотая Звезда» за номером 1970.
После окончания войны был демобилизован. Проживал в посёлке Платовка Новосергиевского района Оренбургской области, работал транспортировщиком хлебоприёмного пункта.
Умер 8 марта 1976 года, похоронен в селе Покровка Новосергиевского района.
Был также награждён орденом Красной Звезды и рядом медалей.
В честь Крашенинникова назван переулок в Платовке.